# Povestiri bizare
Povestiri bizare (în poloneză Opowiadania bizarne) este o colecție de 10 povestiri de scriitoarea poloneză Olga Tokarczuk. A apărut în 2018 la editura Wydawnictwo Literackie (Editura Literară).